# Saint-Livres
Saint-Livres es una comuna suiza del cantón de Vaud, situada en el distrito de Morges. Limita al noreste con la comuna de Yens, al sureste con Lavigny, al sur con Aubonne, al oeste con Montherod, y al noroeste con Bière.
Hasta el 31 de diciembre de 2007 la comuna formó parte del distrito de Aubonne, círculo de Aubonne.

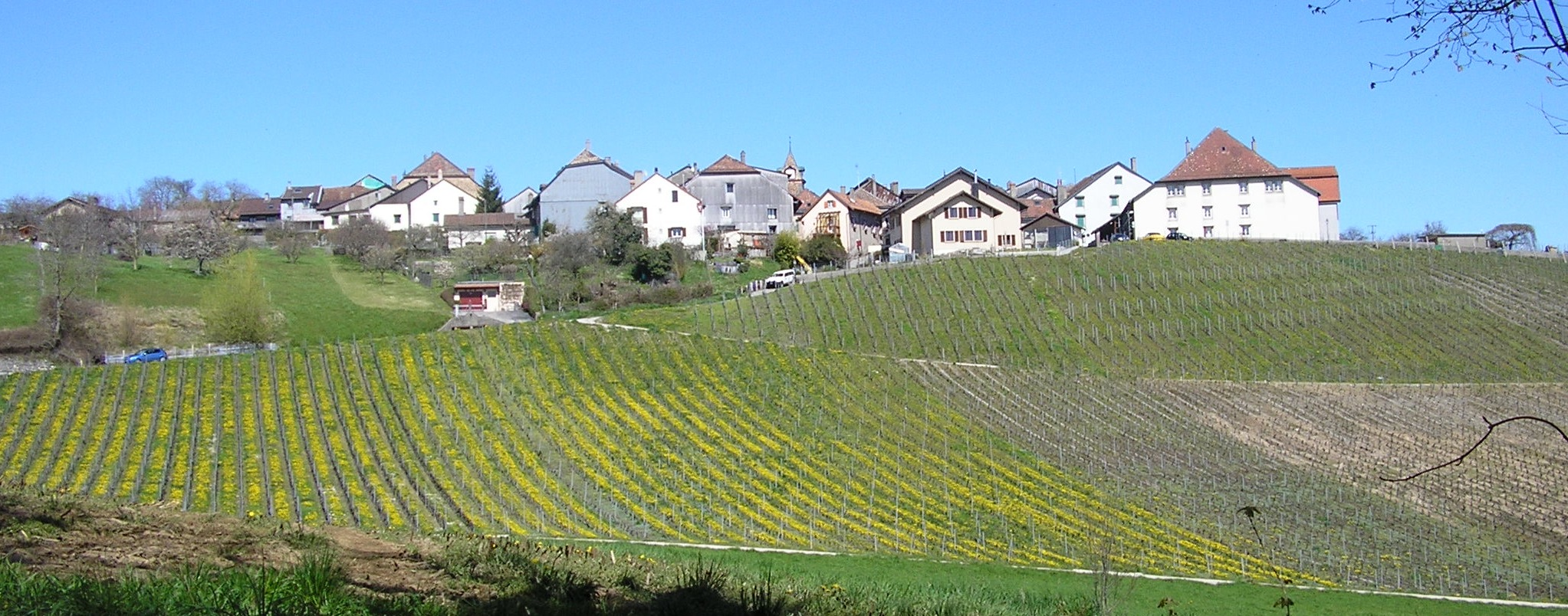
Vista de Saint-Livres.